# Fissidens delicatulus
Fissidens delicatulus är en bladmossart som beskrevs av Johan Ångström 1872. Fissidens delicatulus ingår i släktet fickmossor, och familjen Fissidentaceae. Inga underarter finns listade i Catalogue of Life.